# Джаядева
Джаядева (*जयदेव, прибл. 1200 —дата смерті невідома) — індійський середньовічний поет за часів династії Східних Гангів та Сена.

## Життєпис
Походив з відомої брамінської родини. Народився у с. Кендулі Сасан, поблизу храмового міста Пурі (Орісса). Навчався санскриту та танцям у храмі Курмапатака. Згодом сам викладав тут. Водночас йому надавали покровительство магараджи з династії Східних Гангів — Чогангадева та його син Раґхава. наприкінця жив при дворі магараджи Лакшманасени у Бенгалії.

## Творчість
Уславився своєю поемою «Гітаговінда» («Пісня пастуху)» на санскриті. Вона формально побудована за зразком традиційної махакав'ї, але фактично і за стилем, і за композицією цей твір нового, незвичайного типу. Кожна глава поеми містить низку розділів, в які включені падавалі (пісні фольклорного походження), що вводяться одним або двома двустишиями. Ці пісні вкладаються в розмову Крішни або його коханої Радхі, або її подруги.
Поема розповідає про те, як Крішна охолов до Радхі і віддався любовним забавам з іншими пастушками. Подруга Радхі дорікає Крішну, розповідає йому про страждання Радхі, і він повертається до своєї істинної любові — радістю возз'єднання Крішни і Радхі завершується поема.
«Гітаговінда» — переважно ліричний твір, релігійне значення йому — до перетворення в канонічний текст вішнуїзма — надано пізніше. У той же час «Гітаговінда» завдяки органічному зв'язку з фольклором переступила рамки традиційної санскритської поетики і може розглядатися як твір бенгальської літератури.